# Están llevando los hobbits a Isengard
They're Taking the Hobbits to Isengard es un vídeo publicado en 2005 por el músico y fotógrafo Erwin Beekveld (1969 – 2022). El vídeo de dos minutos compuesto por múltiples fragmentos de la trilogía cinematográfica El Señor de los Anillos pasó a formar parte del folclore de Internet, y ha obtenido un estatus de culto principalmente entre los fans de esta trilogía.
El vídeo apareció por primera vez como animación Flash en el sitio web Albino Blacksheep y luego se distribuyó principalmente a través de YouTube . Las diferentes versiones de este vídeo han sido vistas millones de veces.
El vídeo está construido a partir de escenas de El Señor de los Anillos: La Comunidad del Anillo y El Señor de los Anillos: Las Dos Torres . En el vídeo, se ve al actor Orlando Bloom interpretando al elfo Legolas, que repite la frase "¡Se están llevando a los hobbits a Isengard !". De vez en cuando Gollum (interpretado por Andy Serkis ) lo interrumpe con las palabras "¿Qué dijiste?" y " Hobbit gordo y estúpido", y también de Marton Csokas que interpreta a Celeborn, que pregunta repetidamente por el paradero de Gandalf . Además, se ve a Elijah Wood, Dominic Monaghan, Billy Boyd y Sean Astin interpretando a los hobbits Frodo Baggins, Merry Brandybuck, Pippin Took y Samwise Gamgee, así como a Viggo Mortensen como Aragorn y Cate Blanchett como Galadriel.
El diálogo está ambientado rítmicamente con una versión techno de la música compuesta originalmente por Howard Shore para las bandas sonoras de las películas y contiene, entre otros, el leitmotiv de la canción Concerning Hobbits.
En el libro Fan Fiction and Copyright: Outsider Works and Intellectual Property Protection, se menciona "Están llevando a los hobbits a Isengard" como ejemplo de la enmienda a la Digital Millennium Copyright Act, una ley estadounidense relativa a los derechos de autor del autor en medios digitales. . La enmienda de 2010 legalizó, bajo ciertas condiciones, el uso de fragmentos de películas y programas de televisión en videos personales. El musicólogo Michael L. Klein (profesor de la Universidad Temple de Filadelfia ) menciona "Están llevando a los hobbits a Isengard" en su libro La música y las crisis del sujeto moderno como un ejemplo de meme y mash-up como el pináculo de La creatividad en la era posmoderna.
En 2013, después de que Orlando Bloom terminara de filmar sus escenas finales en el set de El Hobbit: La batalla de los cinco ejércitos, el director Peter Jackson publicó un vídeo en el que Bloom, disfrazado de Legolas, canta "They're Taking the Hobbits to Isengard".
En una entrevista para Rude Tube publicada en el canal de YouTube de Erwin Beekveld en 2013, Beekveld dice que la gente lo ama u odia por hacer el video, debido a su melodía pegadiza, y que lo hizo muy feliz ver a Orlando Bloom cantar junto con su remix. años después, lo que afirma es el "reconocimiento definitivo".